# ليناردو بايس
ليناردو بايس (بالإسبانية: Leonardo Pais) (7 يوليو 1994 في الأوروغواي - ) هو لاعب كرة قدم أوروغواني في مركز الوسط. شارك مع منتخب الأوروغواي تحت 17 سنة لكرة القدم ومنتخب الأوروغواي تحت 20 سنة لكرة القدم. أما مع النوادي، فقد لعب مع ديفينسور سبورتينغ.

## وصلات خارجية
- ليناردو بايس على موقع الاتحاد الدولي (مؤرشف)  (الإنجليزية)
- ليناردو بايس على موقع إي إس بي إن إف سي (الإنجليزية)
- ليناردو بايس على موقع قاعدة بيانات كرة القدم.إي يو (الإنجليزية)
- ليناردو بايس على موقع Soccerway.com (الإنجليزية)